# Quartinia cretica
Quartinia cretica är en stekelart som beskrevs av Gusenleitner 1994. Quartinia cretica ingår i släktet Quartinia och familjen Masaridae. Inga underarter finns listade i Catalogue of Life.